# Епархия Бетлехема
Епархия Бетлехема (лат. Dioecesis Bethlehemensis) — епархия Римско-Католической Церкви с центром в городе Бетлехем (ЮАР). Епархия Бетлехема входит в митрополию Блумфонтейна. Кафедральным собором епархии Бетлехема является церковь Непорочного Сердца Пресвятой Девы Марии.

## История
12 февраля 1948 года Римский папа Пий XII издал буллу «In christianum», которой учредил апостольский викариат Бетлехема, выделив его из апостольского викариата Крунстада (сегодня — Епархия Крунстада).
11 января 1951 года Римский папа Пий XII издал буллу «Suprema Nobis», которой преобразовал апостольский викариат Бетлехема в епархию.

## Ординарии епархии
- епископ Léon Klerlein C.S.Sp.[1] (12.02.1948 — 22.05.1950);
- епископ Peter Kelleter C.S.Sp. (12.03.1950 — 5.07.1975);
- епископ Hubert Bucher (9.12.1976 — 31.12.2008);
- епископ Jan de Groef M.Afr. (31.12.2008 — по настоящее время).

## Источник
- Annuario Pontificio, Libreria Editrice Vaticana, Città del Vaticano, 2003, стр. 958, ISBN 88-209-7422-3
- Булла In christianum, AAS 40 (1948), стр. 360  (лат.)
- Булла Suprema Nobis, AAS 43 (1951), стр. 257 (лат.)